# NRG Stadium
NRG Stadium is een American football-stadion in Houston (Texas). Het stadion opende zijn deuren in 2002. Vaste bespelers zijn de Houston Texans.

## Toernooien
Het stadion was gastheer van Super Bowl XXXVIII in 2004 en Super Bowl LI in 2017. Ook werden er wedstrijden gespeeld van de Copa America en de Gold Cup.

### CONCACAF Gold Cup
Dit stadion is verschillende keren uitgekozen als gaststadion tijdens een toernooi om de Gold Cup, het voetbaltoernooi voor landenteams van de CONCACAF. Tijdens de Gold Cup van 2005, 2007, 2009, 2011, 2019 en 2021 was dit stadion een van de stadions waar voetbalwedstrijden werden gespeeld.
| №  | Datum        | Wedstrijd                 | Uitslag | Gold Cup     | Toeschouwers |
| -- | ------------ | ------------------------- | ------- | ------------ | ------------ |
| 1  | 11 juli 2005 | Guatemala – Zuid-Afrika   | 1 – 1   | Groepsfase   | 45.311       |
| 2  | 11 juli 2005 | Mexico – Jamaica          | 1 – 0   | Groepsfase   | 45.311       |
| 3  | 17 juli 2005 | Mexico – Colombia         | 1 – 2   | Kwartfinale  | 60.050       |
| 4  | 17 juli 2005 | Zuid-Afrika – Panama      | 1 – 1   | Kwartfinale  | 60.050       |
| 5  | 13 juni 2007 | Cuba – Honduras           | 0 – 5   | Groepsfase   | 68.417       |
| 6  | 13 juni 2007 | Mexico – Panama           | 1 – 0   | Groepsfase   | 68.417       |
| 7  | 17 juni 2007 | Mexico – Costa Rica       | 1 – 0   | Kwartfinale  | 70.092       |
| 8  | 17 juni 2007 | Honduras – Guadeloupe     | 1 – 2   | Kwartfinale  | 70.092       |
| 9  | 9 juli 2009  | Guadeloupe – Nicaragua    | 2 – 0   | Groepsfase   | 47.713       |
| 10 | 9 juli 2009  | Mexico – Panama           | 1 – 1   | Groepsfase   | 47.713       |
| 11 | 22 juni 2011 | Verenigde Staten – Panama | 1 – 0   | Halve finale | 70.627       |
| 12 | 22 juni 2011 | Honduras – Mexico         | 0 – 2   | Halve finale | 70.627       |
| 13 | 29 juni 2019 | Haïti – Canada            | 3 – 2   | Kwartfinale  | 70.788       |
| 14 | 29 juni 2019 | Mexico – Costa Rica       | 1 – 1   | Kwartfinale  | 70.788       |
| 15 | 29 juli 2021 | Mexico – Canada           | 2 – 1   | Halve finale |              |

### Copa América Centenario
De Copa América Centenario was een voetbaltoernooi dat in 2016 gehouden werd ter ere van het 100-jarig bestaan van de CONMEBOL. Het was de eerste Copa América die buiten Zuid-Amerika plaatsvond. Dit stadion was een van de stadions waar wedstrijden werden gespeeld. In dit stadion vonden in totaal 3 wedstrijden plaats, 2 groepswedstrijden en een van de halve finales. 
| № | Datum        | Wedstrijd                     | Uitslag | Copa América | Toeschouwers |
| - | ------------ | ----------------------------- | ------- | ------------ | ------------ |
| 1 | 11 juni 2016 | Colombia – Costa Rica         | 2 – 3   | Groepsfase   | 51.041       |
| 2 | 13 juni 2016 | Mexico – Venezuela            | 1 – 1   | Groepsfase   | 67.319       |
| 3 | 21 juni 2016 | Verenigde Staten – Argentinië | 0 – 4   | Halve finale | 70.858       |

BMO Field (Toronto) · BC Place Stadium (Vancouver)
Estadio Akron (Guadalajara) · Aztekenstadion (Mexico-Stad) · Estadio BBVA (Monterrey)
Arrowhead Stadium (Kansas City) · AT&T Stadium (Dallas) · Gillette Stadium (Boston) · Hard Rock Stadium (Miami) · Levi's Stadium (San Francisco) · Lincoln Financial Field (Philadelphia) · Lumen Field  (Seattle) · Mercedes-Benz Stadium (Atlanta) · MetLife Stadium (New York/New Jersey) · NRG Stadium (Houston) · SoFi Stadium (Los Angeles)